# Kelli McCarty
Kelli McCarty, née le 6 septembre 1969 à Liberal dans le Kansas, est un mannequin et une actrice américaine, Miss USA 1991.

## Biographie
Elle remporte l'élection de Miss USA 1991, tenante du titre Miss Kansas USA 1991.
Dans le milieu des années 1990, Kelli débute dans une carrière de comédienne et apparaît dans plusieurs films. Elle tient de 199 à 2006 un rôle récurrent dans le soap opera Passions.
En 2008, elle signe un contrat avec Vivid Entertainment, société de production spécialisée dans la pornographie, pour laquelle elle tourne le film X Faithless, sorti le 4 février 2009. Ce film demeure à ce jour sa seule contribution à l'industrie pornographique.

## Filmographie
- 1995 : Dream On (série télévisée) : Aspen
- 1996 : 364 Girls a Year
- 1997 : Night Stand (série télévisée) : Becky Thatcher
- 1997 : L'Amour de ma vie : la serveuse
- 1997 : Sunset Beach (série télévisée) : Alma Rodriguez
- 1997 : Silk Stalkings (série télévisée) : Anne Bishop
- 1998 : Recoil : Tina Morgan
- 1998 : Significant Others (en) (série télévisée)
- 1998-1999 : Melrose Place (série télévisée) : la réceptionniste Amanda / l'infirmière Gail
- 1999 : Diagnosis Murder (série télévisée) : Washington
- 2000 : Pacific Blue (série télévisée) : Jessica Nash
- 1999-2000 : Beverly Hills 90210 (série télévisée) : Suzanne
- 2000 : House of Love : Pamela
- 2000 : Fast Lane to Vegas : WIB #1
- 2001 : Talk Sex : Rebecca
- 2001 : Hollywood Sex Fantasy : Jenkins
- 2001 : Desire and Deception : Bridget Roarke
- 2001-2002 : Even Stevens (série télévisée) : Ms. Lovelson
- 2002 : Girl for Girl : Caitlin
- 2002 : Passion's Peak : Christina
- 2004 : Phil of the Future (série télévisée) : Miss Mayberry
- 2004 : Summerland (série télévisée) : Courtney
- 2005 : That's So Raven (série télévisée) : Lorraine
- 1999-2006 : Passions (série télévisée) : Beth Wallace
- 2006-2007 : Beyond the Break (série télévisée) : Ronnie Healy
- 2007 : Polycarp : Tori Simon
- 2007 : What's Stevie Thinking? (téléfilm) : Miss Avery
- 2009 : Faithless : Callie White
- 2010 : Dangerous Attractions : Catherine Collins
- 2010 : Co-Ed Confidential (en) (série télévisée) : Phyllicia
- 2011 : Love Test (téléfilm) : Carrie Maxwell
- 2012 : The Teenie Weenie Bikini Squad (téléfilm) : Laura
- 2012 : Busty Housewives of Beverly Hills : Kate
- 2012 : Dark Secrets (téléfilm) : Serena
- 2012 : Fortune's 500 : Ruth